# Henri V de Plauen
Henri V de Plauen, né le 9 octobre 1533 à Andělská Hora et mort le 24 décembre 1568 à Hof (inhumé dans l'église de la Montagne à Schleiz, est Burgrave de Meissen et Seigneur de Plauen et Voigtsberg.

## Biographie
Henri V est le plus âgé des deux fils du burgrave Henri IV de Plauen de son mariage avec Marguerite, comtesse de Salm et Neubourg (1517-1573).
À la mort de son père, Henri V est encore mineur. Par conséquent, le roi Ferdinand de Bohême promet, environ un mois après la mort de son père, de le protéger lui et son frère cadet, contre les princes de Reuss. Henri IV n'a pas seulement laissé à son fils de vastes terres, mais aussi une dette élevée et des différends avec les princes de Reuss.
Quand Henri V arrive à l'âge adulte, il dirige d'abord pour lui-même et au nom de son jeune frère, Henri VI de Plauen. Ils gouvernent ensemble par la suite.
Henri se marie le 25 août 1555 avec Dorothée-Catherine de Brandebourg-Ansbach (1538-1604) de la Maison de Hohenzollern. Elle est une fille du margrave Georges de Brandebourg-Ansbach (1484-1543) et de sa troisième épouse Émilie de Saxe (1516-1591). Les quatre fils de ce mariage, qui sont tous nommés Henri, tous sont morts peu après la naissance.
Dès 1556, les frères perdent par un arbitrage impérial, les districts de Hof et Schauenstein en Franconie. Leur père les avait conquis dans une guerre contre le margrave Albert II Alcibiade de Brandebourg-Culmbach. Après la mort d'Albert Alcibiade et l'extinction de sa lignée, le margraviats d'Ansbach et de Kulmbach sont fusionnés dans le margraviat de Brandebourg-Bayreuth et le jeune margrave Georges-Frédéric Ier de Brandebourg-Ansbach, le frère de l'épouse d'Henri, reprend ces territoires.
En mai 1559, les baronnies de Plauen et Voigtsberg et le district de Schöneck sont attribués à l'électeur Auguste Ier de Saxe.
Avec la décision de la cour, à Vienne, du 28 septembre 1560, les frères perdent la baronnie de Greiz en faveur des princes de Reuss et ils doivent partager Gera et Schleiz avec eux, à compter du 1er janvier 1561. Les frères n'ont gardé de leur succession en Bohême que les fiefs de Lobel et le château de Posterstein. Le différend avec les princes de Reuss se termine avec un nouveau traité, confirmé par l'empereur et scellé, à Prague, le 9 mai 1562. Le 14 mars 1562 l'empereur investit les deux frères pour les baronnies de Plauen, Voigtsberg, Schleiz et Lobel et les districts Pausa et de Schoeneck.
En 1563, les frères divisent leurs terres entre eux. Henri V reçoit les possessions de Bohême, les seigneuries de Plauen et Voigtsberg et le district de Schoeneck, qui sont gagées auprès de l'électeur de Saxe. Lorsque Henri V essaie de les racheter, il constate que l'argent n'est plus disponible. Ainsi, le cœur de Plauen est à jamais perdu pour la Saxe. En 1564, Henri V perd en Bohème la baronnie de Loket. En 1567, il faut transférer les baronnies de Andělská Hora, Bochov, Kraslice et Toužim aux héritiers de Lobkowicz et Hassenstein.
Comme il est totalement démuni, le frère de sa femme, Dorothée Catherine, lui donne une maison dans le Hof. Il y meurt le 24 décembre 1568, et est enterré dans l'Église de la Montagne à Schleiz.
Dorothée Catherine reçoit Toužim comme douaire des héritiers de Gera et y meurt le 8 janvier 1604. Quatre ans après sa mort, son cousin au deuxième degré, l'électeur Christian II de Saxe la fait enterrer dans l'église Saint Jean à Plauen.